# Theretra fuscata
Theretra fuscata är en fjärilsart som beskrevs av Gehlen. 1941. Theretra fuscata ingår i släktet Theretra och familjen svärmare. Inga underarter finns listade i Catalogue of Life.